# Al-Boraq
Al-Boraq (árabe: البُراق‎) é uma ferrovia de alta velocidade de 323 km de comprimento que liga Casablanca a Tânger, no Marrocos. A primeira do tipo no continente Africano, a ferrovia foi inaugurada em 15 de novembro de 2018 pelo rei Maomé VI de Marrocos após uma década de planejamento e construção pela companhia ferroviária nacional do Marrocos, ONCF. É a primeira fase de uma rede ferroviária de alta velocidade no Marrocos, planejada para ter 1.500 quilômetros de extensão. Os trens da Al-Boraq operam numa linha exclusiva, onde podem atingir uma velocidade de até 320 km/h, e tem um comprimento de 186 km entre Tânger e Quenitra, de Quenitra os trens operam numa linha principal atualizada por 137 km, no corredor mais populoso do Marrocos, por Rabat até Casablanca.

## Nome
O rei Maomé VI de Marrocos nomeou a ferrovia de Al Boraq, em referência à criatura mística que transportava os profetas islâmicos.

## História
Estudos iniciais de viabilida começaram em 2003, e em 2006 a rota entre Tânger e Quenitra foi escolhida para ser a primeira linha a ser construída. Em 2007, acordos preliminares à cerca da gerência do projeto tinham sido assinados, e a ONCF anunciou planos para comprar 18 trens da Alstom. Em 2008, a ONCF disse que planejava começar a construção naquele ano, com operações se iniciando em 2013.
O financiamento do projeto não fui concluído até fevereiro de 2010, quando a ONCF fechou acordos no valor de 20 bilhões de dírames. Investimentos diretos vieram do governo marroquino, que destinou DH$4,8 bilhões ao projeto, investidores europeus investiram um total de DH$1,9 bilhões, enquanto que o restante do financiamento veio de empréstimos comerciais. Foi planejado que a infraestrutura iria custar 210 bilhões de dírames, o equipamento de suporte sairia por 5,6 bilhões e 4,4 bilhões iriam para o material rodante. Na época, o início da construção era esperado para começar no meio de 2010, com a operação começando em dezembro de 2015. Em dezembro de 2010, a ONCF assinou o contrato para a compra de 14 composições Alstom Euroduplex. Após vários atrasos, a construção começou em 29 de setembro de 2011, quando uma cerimônia de lançamento da pedra fundamental ocorreu em Tânger.
Em 25 de setembro de 2012, os trabalhos de atualização do trecho entre Quenitra e Casablanca começaram, com a construção de uma ferrovia de carga ao lado da linha principal, assim permitindo o acesso de trens de passageiros à Casablanca  vindos da linha de alta velocidade para Tânger. Além disso, estações em quatro lugares (Tânger, Quenitra, Rabat e Casablanca) foram construídas ou reconstruídas. Em 19 de junho de 2015, a entrega dos trens começou, com a chegada da primeira composição em Tânger. Em setembro, o pátio dos trens em Tânger foi concluído e um consórcio entre a ONCF e a operadora francesa SNCF foi encarregado de realizar a manutenção dos trens por 15 anos. Em fevereiro de 2017, os testes com os trens na velocidade comercial começaram; durante os testes foi estabelecido um recorde de velocidade ferroviária africana de 357 km/h.
Em outubro de 2017, a construção dos trilhos foi completada, com a colocação das catenárias sendo concluída em novembro. O sistema elétrico foi ativado pela primeira vez em janeiro de 2018, e o centro de controle começou a funcionar em fevereiro. No meio de 2018, a construção das estações foi concluída, entretanto a estimativa do início das operações na ferrovia foi adiada, já que testes anda estavam ocorrendo.
Em 15 de novembro de 2018, a ferrovia foi inaugurada em uma cerimônia em Tânger e com um trem partindo para Rabat. A operação comercial foi agendada para começar no final daquele ano.
A inauguração foi acompanhada pela abertura de estações novas ou revitalizadas: Terminal Ferroviário Tânger-Ville, Estação Quenitra, Estação Rabat-Agdal e a Estação Ferroviária Casa-Voyageurs.

## Infraestrutura

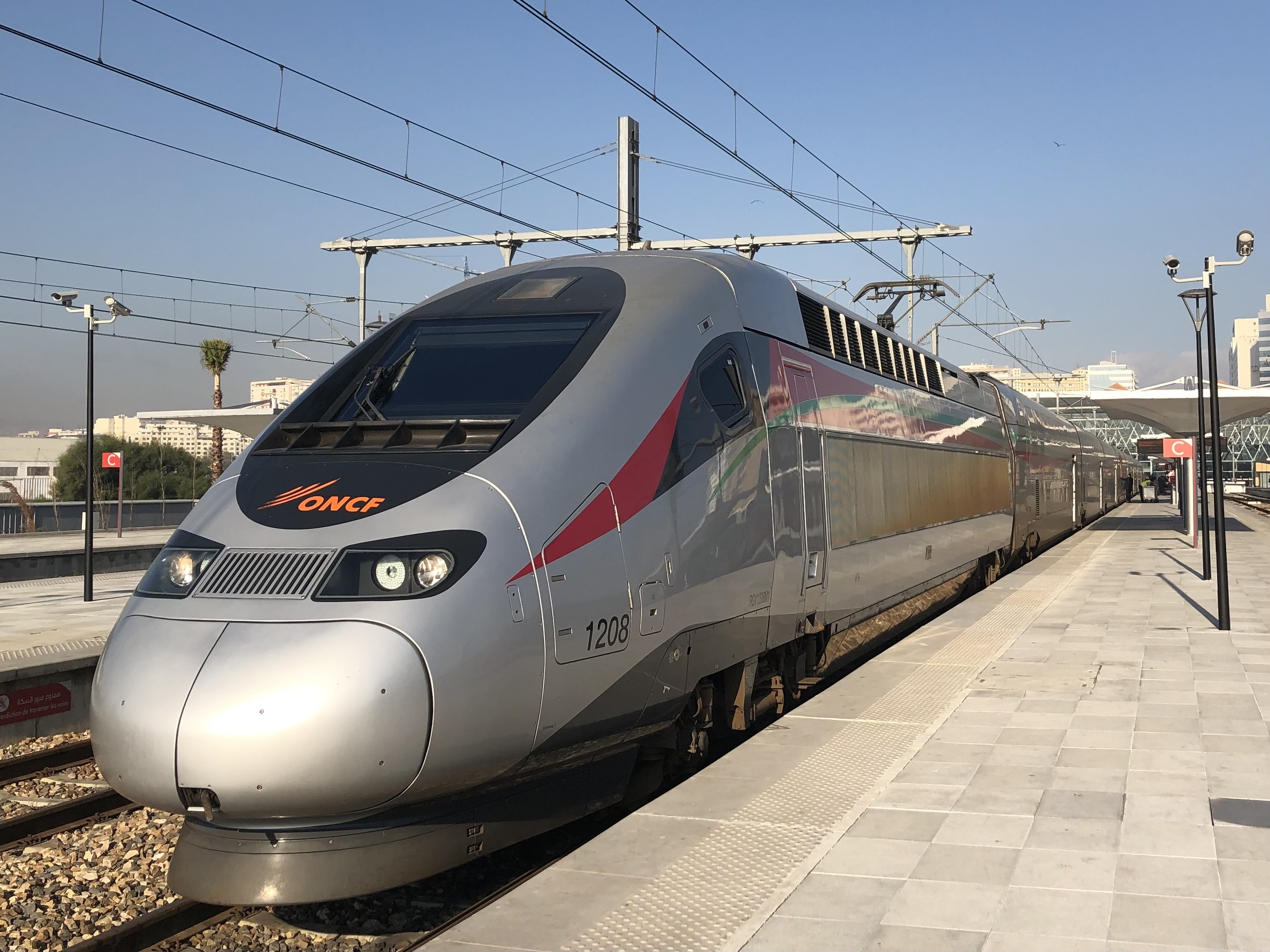
O Alstom Avelia Euroduplex é o trem usado na ferrovia.

A linha foi construída em duas seções, uma nova ferrovia entre Tânger e Quenitra e uma ferrovia atualizada já existente entre Quenitra e Casablanca. Os trens na linha de 186 km de comprimento entre Tânger e Quenitra tem uma velocidade máxima de 320 km/h, enquanto que no segundo trecho de 137 km de comprimento, a velocidade é de 160 km/h, mas uma melhoria da linha é planejada, após essa atualização, a linha suportará velocidades de até 220 km/h. O segundo trecho, entre Quenitra e Casablanca, será substituído por um corredor de alta velocidade, com o início da construção esperado para 2020. Dois tipos de eletrificação são usados, de Tânger à Quenitra, a nova linha foi construída com 25 kV a 50Hz, enquanto que no trecho entre Quenitra e Casablanca, as catenárias de 3kV DC foram mantidas. O sistema de sinalização do tipo ETCS foi instalado pela Ansaldo STS e pela Cofely Ineo.
Com o início da operação em 2018, o tempo de viagem entre Casablanca e Tânger foi reduzido de 4 horas e 45 minutos para 2 horas e 10 minutos. A construção da ferrovia exclusiva para trens de alta velocidade no segundo trecho, iria reduzir o tempo da viagem para 1 hora e 30 minutos.

## Material rodante
As 12 (primeiramente 14) composições Alstom Euroduplex operacionais na ferrovia são trens de dois andares, com cada trem possuindo duas locomotivas e oito locomotivas. Cada trem tem uma capacidade de 533 passageiros, espalhados por dois vagões de primeira classe e cinco vagões de classe econômica e também há um vagão de restaurante.

## Galeria

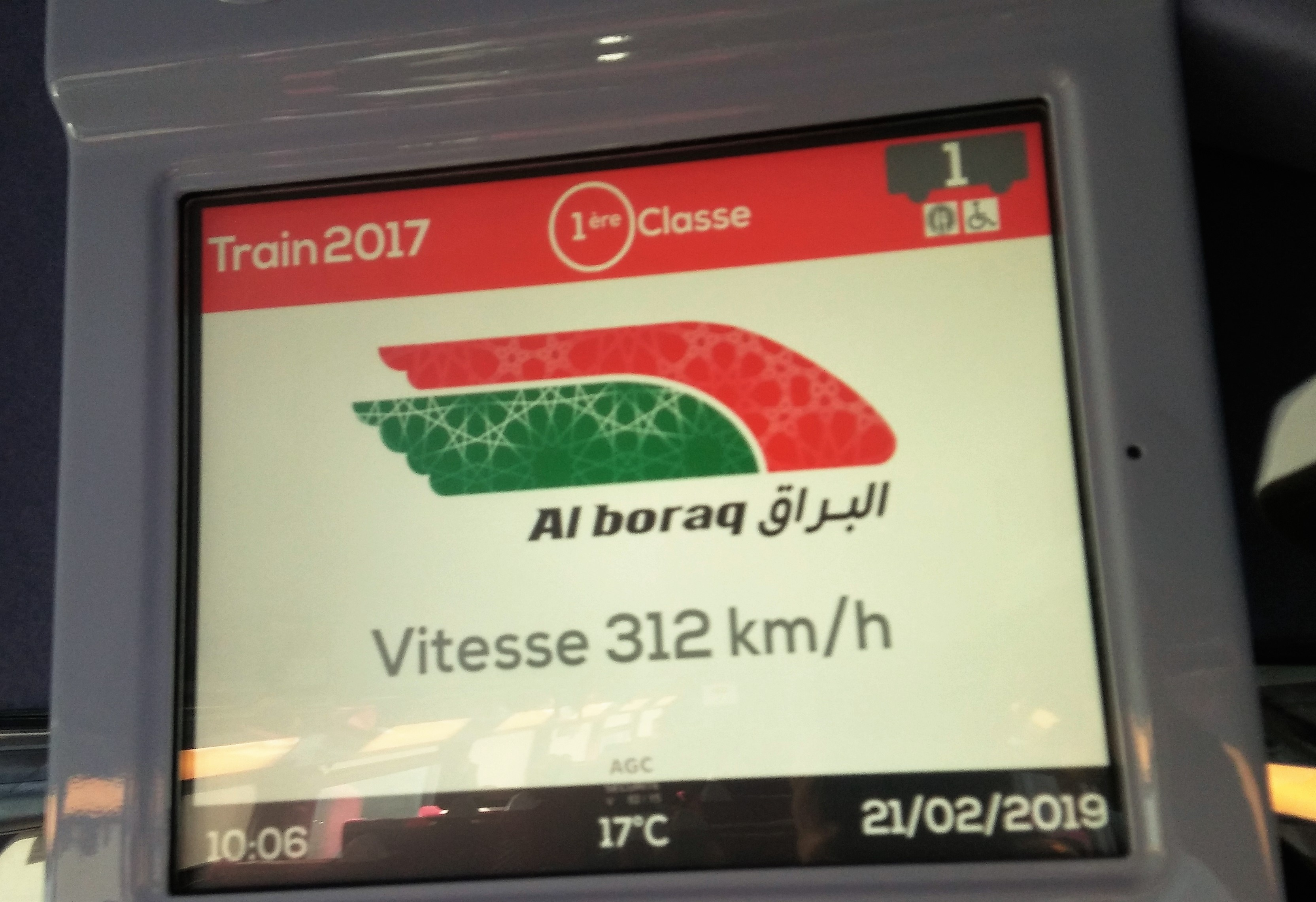
Monitor no interior do trem mostrando a velocidade.
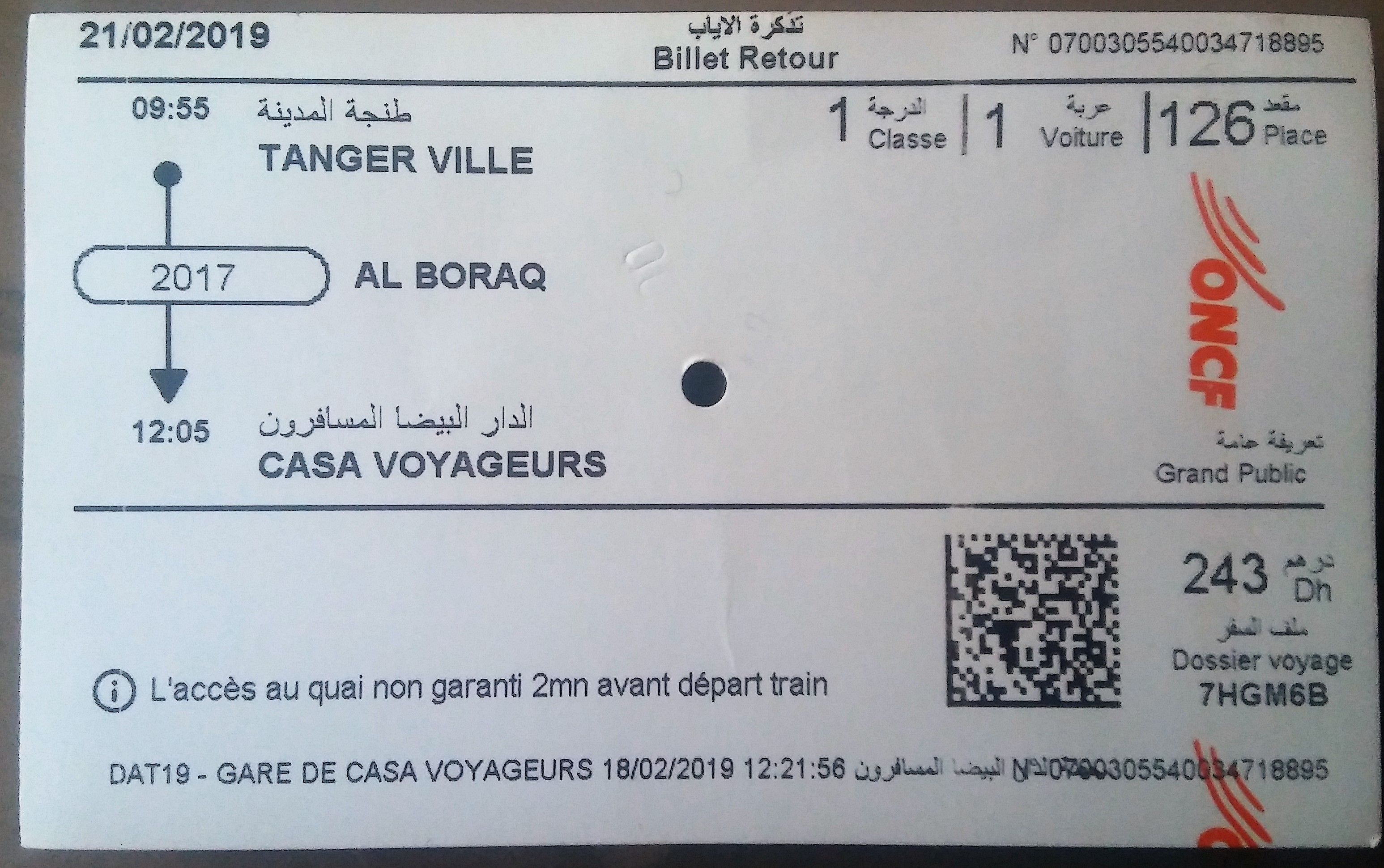
Passagem de Tânger para casablanca.
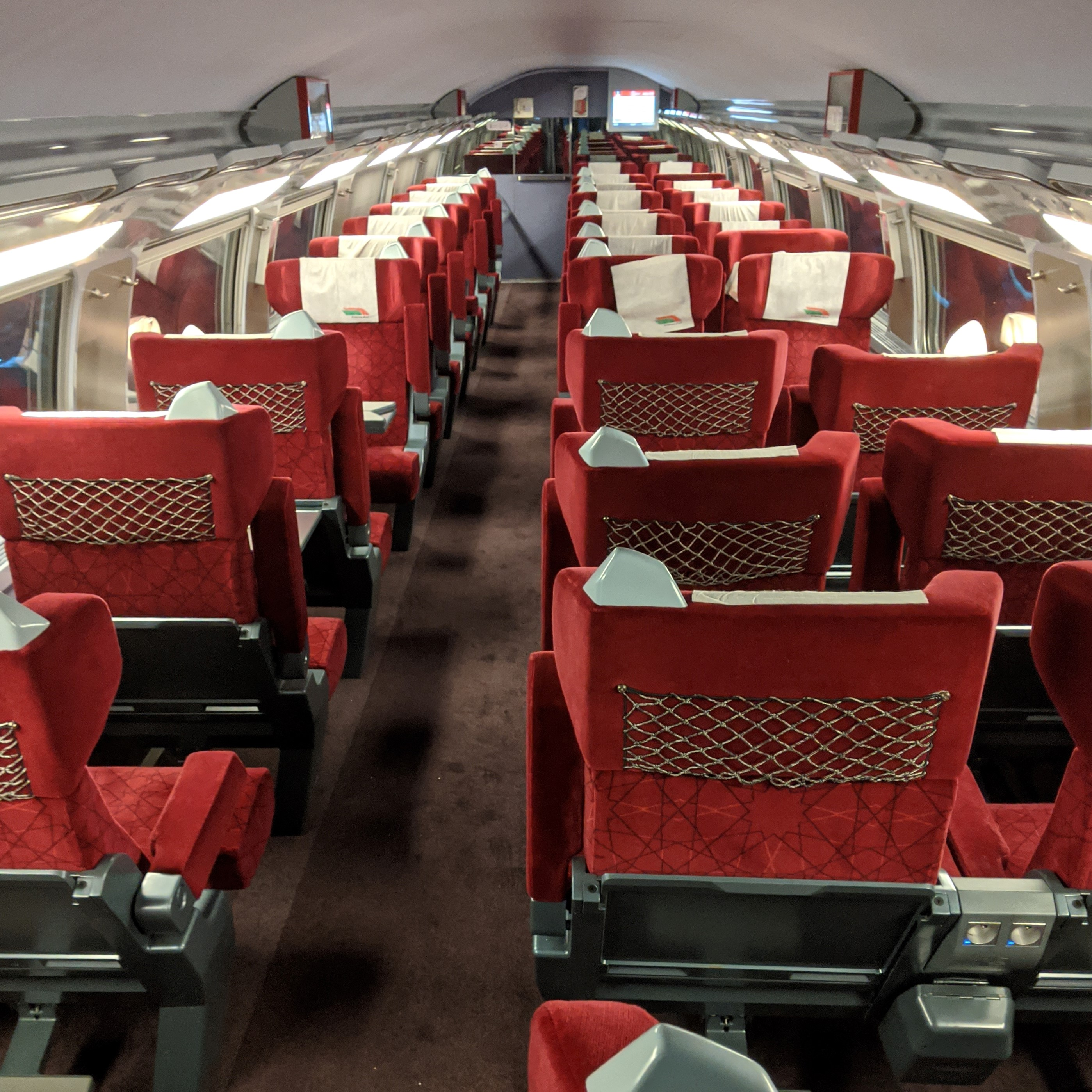
Um dos vagões de primeira classe do trem.
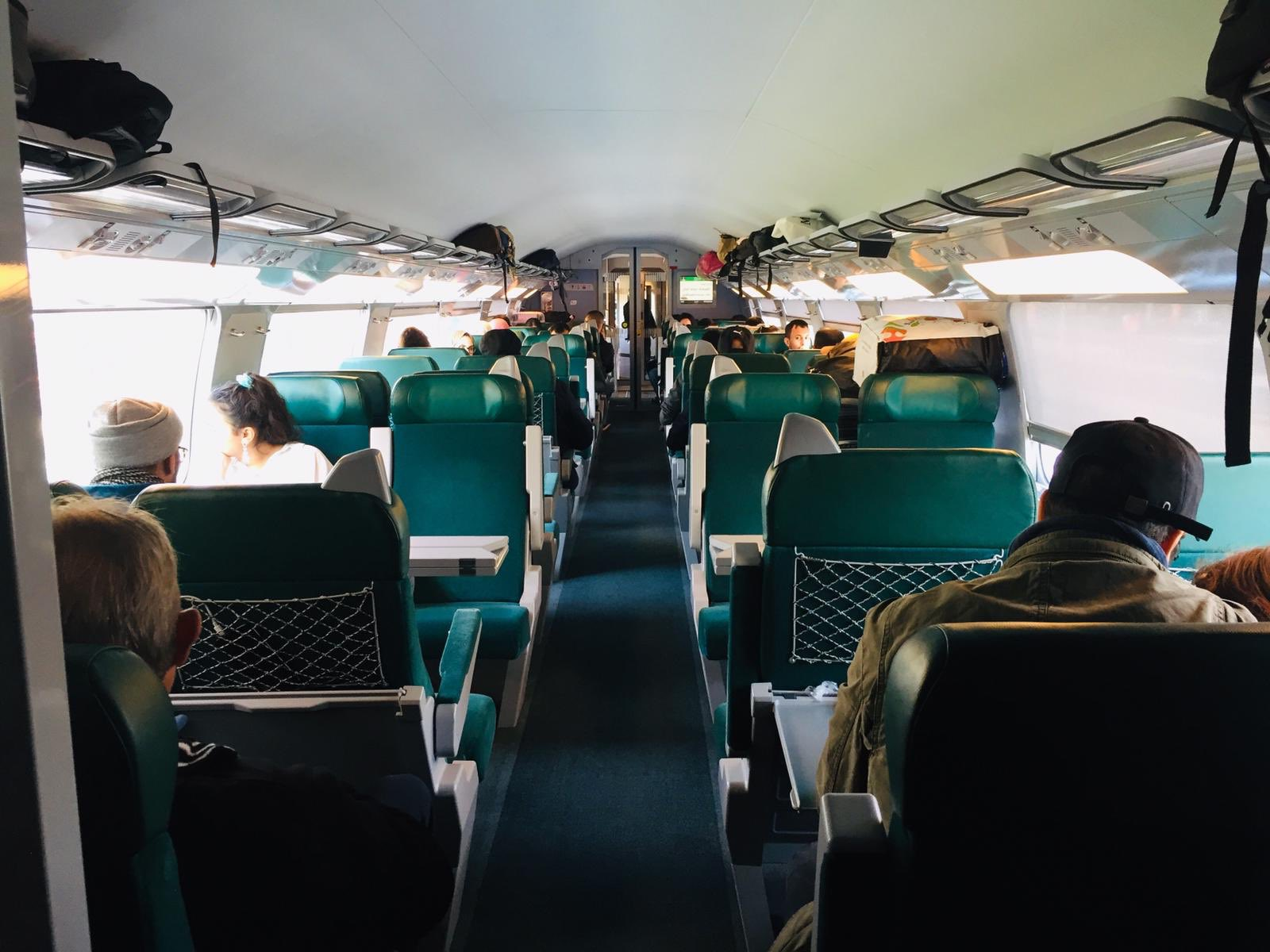
Um dos vagões de classe econômica.
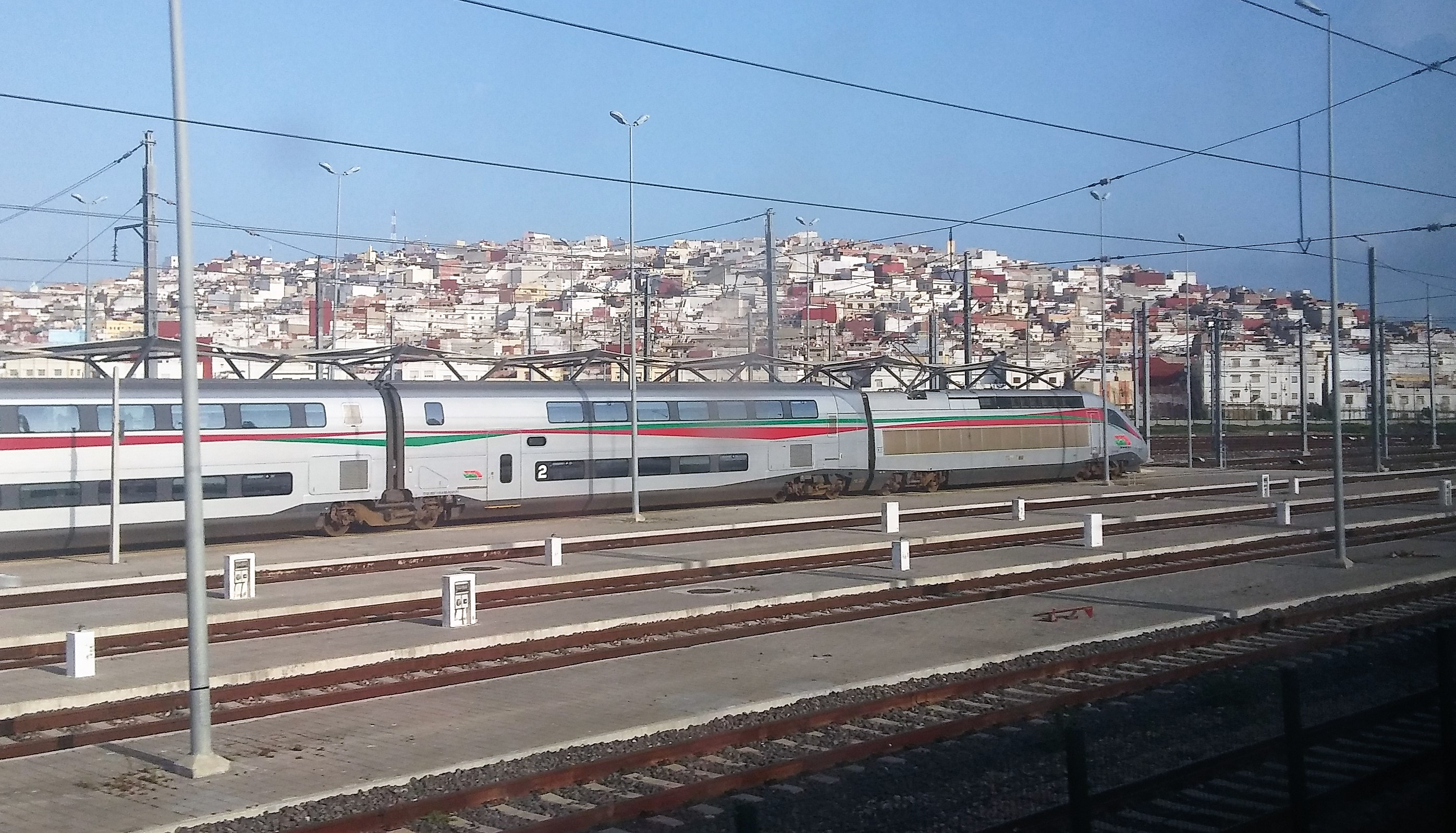
Trens em Tânger.